# Valladolid
|  | Per a altres significats, vegeu «Valladolid (desambiguació)». |

Valladolid, coneguda popularment com a Pucela, és una ciutat i municipi castellà al nord-oest de la península Ibèrica, capital de la província de Valladolid, i seu de les Corts i la Junta de Castella i Lleó, el que en fa capital de facto de la comunitat autònoma. Segons les dades del padró del 2023, tenia 297.459 habitants (el 2011 eren 313.437, i és el 13è municipi més poblat d'Espanya i el primer de tot el nord-oest espanyol. D'altra banda, l'àrea metropolitana de la ciutat, conformada per 23 municipis, és la vintena més gran d'Espanya, amb una població de 413.605 habitants (INE 2011).
Malgrat que existeixen indicis d'assentaments pertanyents al Paleolític inferior, Valladolid no va tenir una població estable fins a l'edat mitjana. Durant la repoblació de la Meseta, Alfons VI de Lleó va encarregar el comte Pedro Ansúrez el seu poblament, i li'n va atorgar el senyoriu el 1072. A partir d'aquesta data comença a créixer, i es va anar dotant de diferents institucions; església col·legial, universitat o alcàsser reial. Això li va permetre esdevenir seu de la cort castellana, i posteriorment, entre 1601 i 1606, capital de l'Imperi Espanyol, fins aquest paper va passar a Madrid. A partir de llavors comença un període de decadència que només se salvà amb l'arribada del ferrocarril al segle xix, i amb la industrialització de la ciutat, ja al segle xx.
El nucli antic conserva un interessant conjunt històric, compost per cases, palaus, esglésies, places, avingudes i parcs, junt amb un important patrimoni museístic format pel Museu Nacional d'Escultura, Museu de Valladolid, Museu de Ciències Naturals, el Museu Oriental, i el Museo de Arte Contemporáneo Español Patio Herreriano, així com cases museu: Casa-Museu de José Zorrilla, i Casa-Museu de Cervantes. Entre els esdeveniments culturals hi ha la Setmana Santa, la Setmana Internacional de Cinema (SEMINCI) i el Festival de Teatre i Arts de Carrer (TAC).

## Topònim
Sobre l'origen del nom Valladolid hi ha diverses teories. En època andalusina es va anomenar Balad al-Walīd بلد الوليد, que significa «pobla de Walid» en al·lusió potser al califa omeia Walid I, que governava l'Imperi islàmic en el moment de la conquesta àrab. Relacionades amb aquesta, existeixen també les etimologies Valledolit, Vallis Oleti o Valle de Olit, un àrab que suposadament posseïa la ciutat. Un altre possible origen podria ser Vallis olivetum; és a dir, Vall de les Oliveres, tot i que atès el clima extrem de la ciutat no és massa probable que hi hagués gran quantitat d'oliveres a la zona. Una altra teoria, més acceptada que les anteriors, diu que l'origen de la paraula prové de l'expressió celta Vallis tolitum (vall d'aigües), ja que per la ciutat hi passen el riu Pisuerga i el riu Esgueva, que abans de la canalització, el segle xix, s'estenia per diversos ramals. Una altra teoria, i aquesta més probable, és pel gentilici val·lisoletà, que es creu que prové de vall del sol o vall assolellada; en l'edat mitjana era anomenada Vallisoletum.
Finalment, també existeix la teoria de Valladolid com a contracció de valle de lid (vall de combat), lloc, per la característica planura, on es reunien els clans i tribus preromanes pels seus enfrontaments armats.

### Pucela

Joana d'Arc, la Pucelle, ha inspirat la llegenda de l'aparició del terme Pucela

El terme Pucela s'utilitza també, de forma popular, per denominar la ciutat. De la procedència d'aquesta paraula n'existeixen diverses teories, que va aparèixer des del segle xv.
- S'explica que al segle xv, uns quants cavallers val·lisoletans van anar amb les seves hosts a França, a lluitar del costat de Joana d'Arc en contra dels anglesos. Joana d'Arc hom la coneixia com la Donzella d'Orleans. En francès, donzella es diu pucelle, i en el castellà que es parlava en aquella època, la paraula era molt semblant: pucela. En acabar la guerra, els cavallers van tornar a Valladolid i van començar a contar les seves gestes i galantejos, i tot el succeït amb la pucela d'Orleans. A partir de llavors van començar a anomenar-los pucelanos, i d'allà va sortir l'epònim de Pucela. Però no existeix cap document que avali l'existència d'aquests cavallers ni llur participació en la Guerra dels Cent Anys.
- El professor de la Universitat de Valladolid Celso Almuiña té una segona teoria: Valladolid es troba en una vall i està regada pel riu Pisuerga, el riu Esgueva i el Canal de Castella.[12] Per tant, és una tolla en meitat d'un entorn sec. Aquesta tolla bé es pot anomenar en castellà, poza (bassal), o el seu diminutiu pozuela, del qual derivaria Pucela.
- L'etnomusicòleg Joaquín Díaz sosté que el terme Pucela ve per l'exclusiva que va tenir la ciutat amb els ciments de Pozzuoli (Itàlia), Puteoli en temps romans, d'on resulta puzolana. Com que Valladolid era la ciutat des de la qual es distribuïen, quan es lliuraven les càrregues de ciment, hom coneixia com a pucelanos els val·lisoletans que lliuraven les càrregues.[13][14]

### Pincia
Finalment, hi ha el terme de Pincia, que sembla tenir un origen molt més culte. A prop de Peñafiel, a la localitat de Padilla de Duero, hi ha les ruïnes d'una important ciutat, presumptivament celta: Pintia. La identificació de Valladolid amb aquesta ciutat prové del Renaixement i el costum que imperava en aquella època de relacionar-ho tot amb les civilitzacions grega i romana. Posteriorment, es va demostrar la inexistent relació entre Valladolid i Pincia.

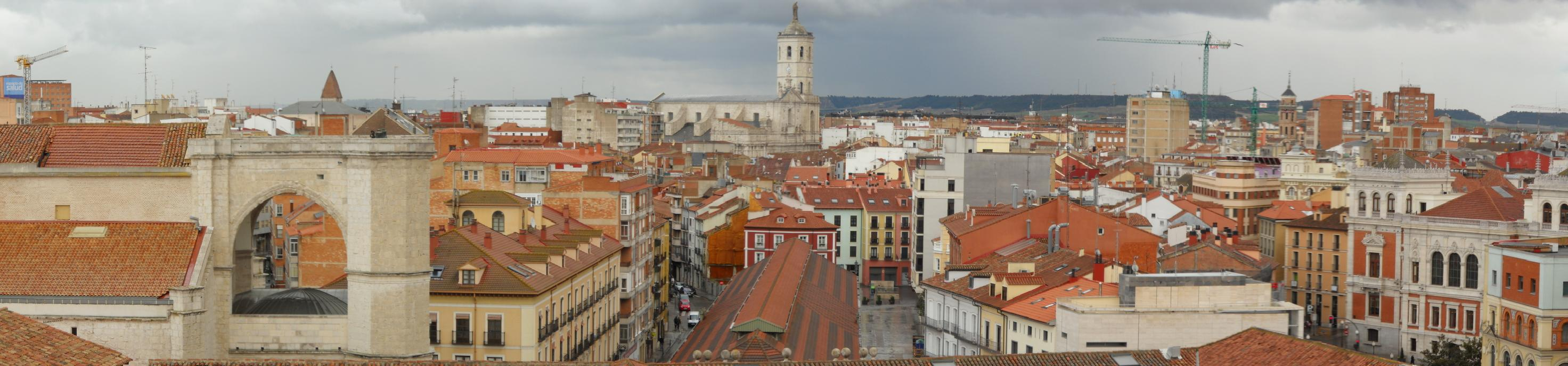
Vista panoràmica del centre de Valladolid

## Història

### Fundació
Hi ha indicis datables en el Paleolític inferior, essencialment Acheulià, recollit en superfície a les terrasses quaternàries del riu Pisuerga, a Canterac (que actualment és un gran parc situat als afores); però no es pot dir que la ciutat tingués una ocupació estable fins a l'edat mitjana, que és possiblement quan va sorgir el topònim.

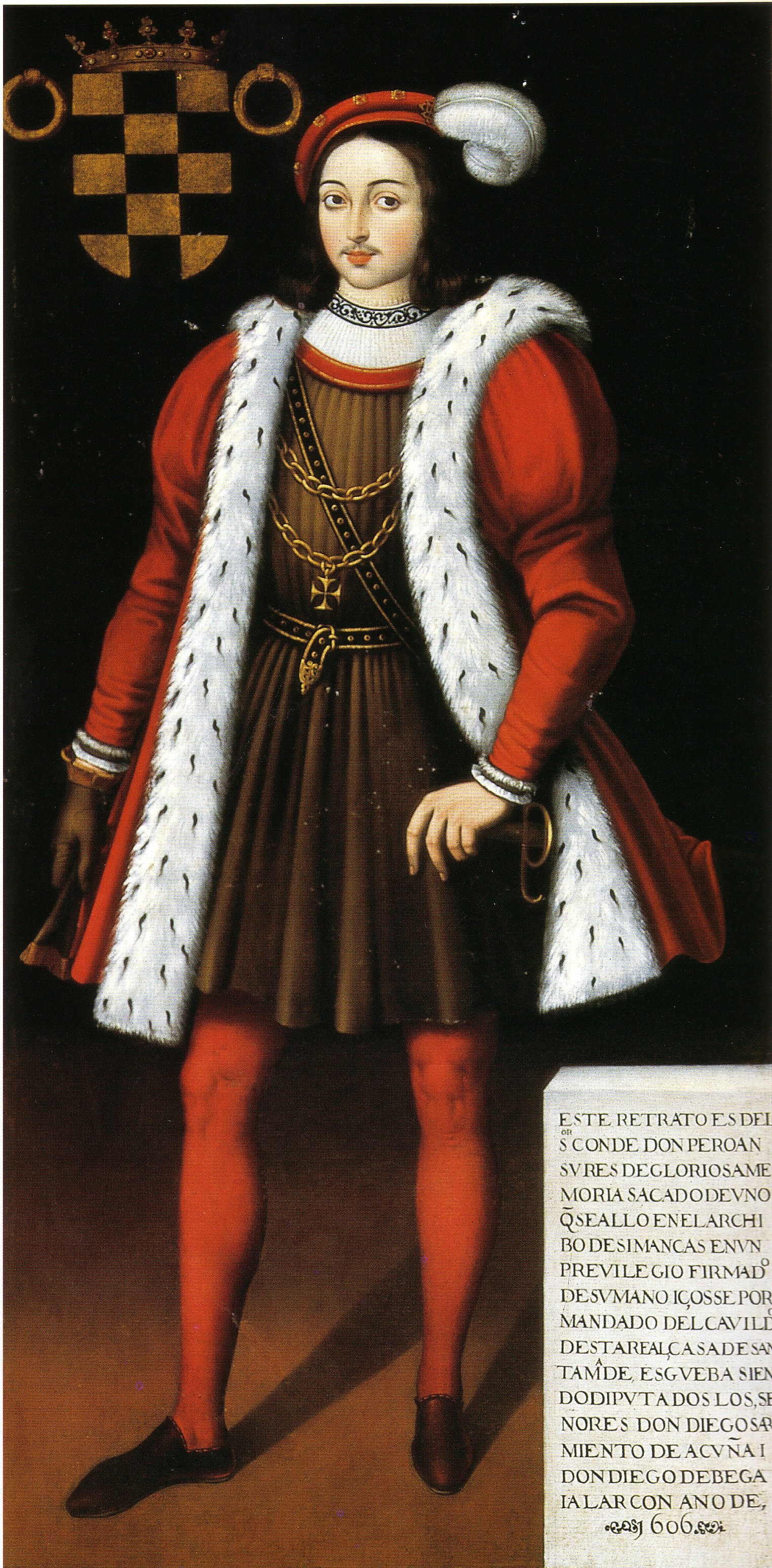
El Comte Ansúrez, primer senyor de Valladolid

Els assentaments anteriors a l'actual província de Valladolid daten d'èpoques preromanes; a la zona hi ha jaciments de pobles vacceus, que van ser pobladors de cultura molt avançada, i, com la resta de pobles cèltics, van arribar a la península procedents del nord d'Europa. El màxim exponent d'aquesta cultura en les proximitats, que va ser arrasada pels romans, és Pintia (Pintia), a l'actual localitat de Padilla de Duero.
Durant anys, hom va creure que Valladolid era l'antiga Pincia, fins que les excavacions arqueològiques van demostrar la veritable ubicació de la ciutat vaccea. A diverses zones del nucli antic de la ciutat han aparegut restes d'època romana, com en els carrers Angustias, Arribas, Juan Mambrilla i de l'Empecinado i Padilla, on es té constància de l'aparició de diversos mosaics romans. També hi ha hagut troballes en punts perifèrics de la ciutat; als voltants del Monestir de Nuestra Señora de Prado es va descobrir els anys 50 una vil·la romana: la Vil·la romana de Prado, la qual acull un ampli conjunt arquitectònic residencial, acompanyat de mosaics. De fet, un gran mosaic de marbre i calcària, el Mosaic dels cantharus (datat al segle iv), presideix l'hemicicle de les Corts de Castella i Lleó (dipositat pel Museu de Valladolid).

### Repoblament i expansió
Al segle xi, durant la repoblació de l'Altiplà, el rei Alfons VI de Lleó i Castella va encarregar al comte de Saldanya i Carrión, Pedro Ansúrez, i a la seva esposa, Eylo Alfonso, de poblar la zona. Fins que Alfons VI no atorgà la distinció al comte Pedro Ansúrez, el 1072, la ciutat no va gaire créixer. Pedro Ansúrez va fer construir un palau per a ell i la seva esposa Eylo, que no es conserva. També va edificar la Col·legiata de Santa Maria (la qual cosa li va atorgar el rang de vila) i l'església de la Antigua. El 1208, el rei Alfons VIII de Castella la va nomenar ciutat cortesana.
Després de la primerenca mort d'Enric I de Castella i l'abdicació de la seva mare, a Ferran el Sant li va ser atorgat el 1217 el regne de Castella, en un acte a la Plaça Major. Durant els segles xii i xiii Valladolid va experimentar un ràpid creixement, afavorit pels privilegis comercials atorgats pels monarques Alfons VIII de Castella i Alfons X el Savi. La senyora Maria de Molina, reina i regent de Castella durant trenta anys, hi va establir la seva residència entorn del 1300 i va engrandir-la notablement. El 1346, el papa Climent VI va emetre la butlla que va permetre la creació de la Universitat.
Durant aquests segles, la ciutat servia ocasionalment com a residència reial i seu de les corts. El primer Alcazarejo va ser transformat en Alcàsser Reial. La reina Maria de Molina es va fer edificar un palau, que va ser la seva residència habitual. El 19 d'octubre de 1469 Isabel I de Castella i Ferran el Catòlic (que seria rei d'Aragó) van celebrar el seu matrimoni secret al Palau dels Vivero (antic emplaçament de la Cancelleria), i van passar la lluna de mel al Castell de Fuensaldaña. Sota els Reis Catòlics la ciutat va viure una etapa de gran dinamisme universitari, que culminà amb la creació dels Col·legis Majors de Santa Cruz pel Cardenal Mendoza i San Gregorio pels dominics, la qual cosa va fer de Valladolid un dels planters de la burocràcia moderna.

### Seglesxvi-xviii

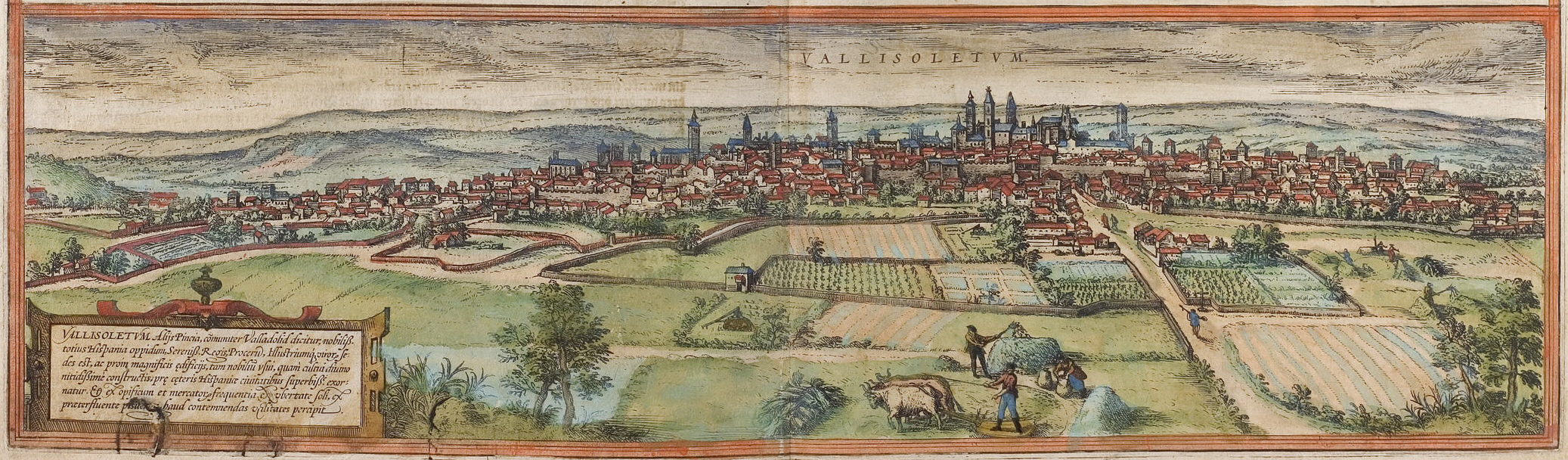
Gravat de Valladolid realitzat el 1574 per Braun i Hogenberg.

El 1489 es va establir definitivament el tribunal de Chancillería, i el 1500 el de la Inquisició, per jutjar actes del que s'anomenava «heretgia», el que va donar lloc a la celebració dels actes de fe. El 1506 va morir a Valladolid Cristòfor Colom, i va ser enterrat a la ciutat, al Convent de Sant Francesc, edifici on més tard es va situar el Teatre Zorrilla, encara que va ser traslladat posteriorment. Continuant amb un altre navegant, a Valladolid va firmar Fernão de Magalhães les capitulacions amb el rei Carles I, abans d'iniciar la seva ruta occidental cap a l'Índia, el 22 de març de 1518.
Durant un temps, la ciutat va perdre els seus privilegis, retirats per l'emperador Carles, fill de Joana la Boja i Felip el Bell, en represàlia contra els comuneros que es van oposar a la seva ascensió al tron. A Villalar, cada 23 d'abril, se celebra el Dia de Castella i Lleó, per recordar l'ocorregut en aquesta terra. Superat l'incident, Valladolid es va convertir en una de les Capitals de l'imperi espanyol de Carles I d'Espanya i V d'Alemanya, cobrant gran importància política, judicial i financera.

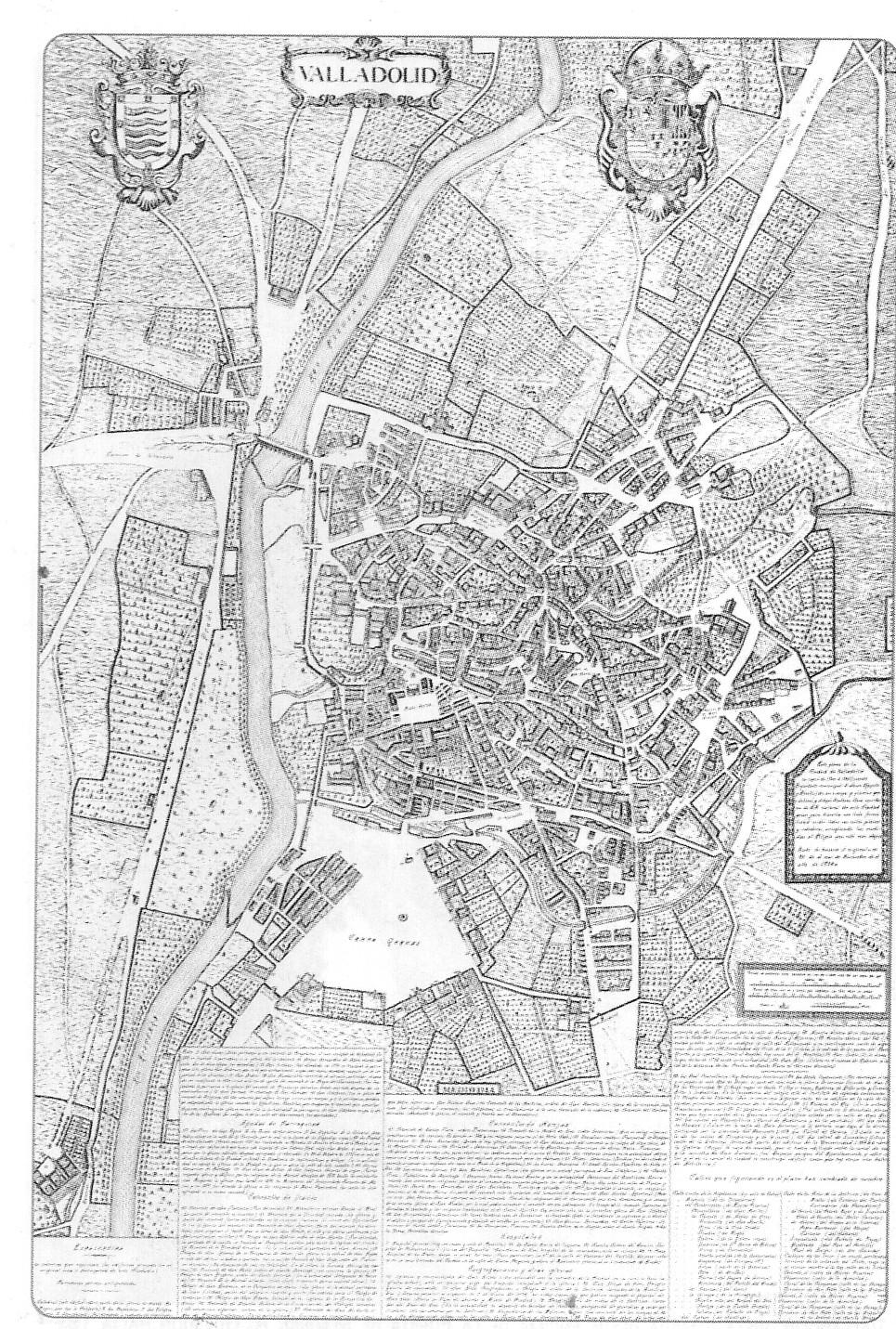
Plànol de Valladolid el 1738, obra de l'escribà Ventura Seco, redibuixat per Juan Agapito y Revilla el 1901.

El 21 de maig de 1527 va néixer a la ciutat el futur rei de Castellà, Felip II, al Palau de Pimentel. El 1561 la ciutat va ser arrasada per un enorme incendi, després del qual Felip II es va comprometre a reconstruir-la, dotant-la de la primera plaça major regular d'Espanya (model d'altres més conegudes, com la de Madrid el 1617 o la de Salamanca el 1729). La seva decisió de traslladar la Cort de Valladolid a Madrid no només va deixar una catedral a mig construir. El desmantellament de tot l'entramat administratiu i comercial que atreia la presència de la Cort a la ciutat, va implicar una època de decadència de què la ciutat no va començar a recuperar-se fins al segle xix. Tot i així, va experimentar una petita expansió, culminant en la concessió del títol de ciutat el 9 de gener de 1596 en virtut d'una Reial Provisió, però res no es podia comparar amb els anys en què Valladolid era capital de l'Imperi «en el qual no es ponia el sol». El 10 de gener de 1601, a instàncies del valido del rei Felip III, el Duc de Lerma, es va traslladar de nou la cort a Valladolid, però es va tornar a Madrid el 6 d'abril de 1606. Mentrestant, van néixer el príncep Felip (8 d'abril de 1605), futur Felip IV, i la seva germana, Anna d'Àustria, futura reina de França i mare de Lluís XIV. Es pot ressenyar que va ser en aquest període curt de seu reial quan Cervantes va publicar la primera edició del Quixot, el 1604. La casa on va viure és actualment una museu. En aquest període també hi van residir Quevedo i Góngora.
El segle xvi, essent Felip II rei d'Espanya, aquest va concebre la idea de fer una gran catedral a la seva ciutat d'origen, que seria la més gran d'Espanya i d'Europa, en aquella època. Felip II va contractar Juan de Herrera per al projecte. La catedral havia de tenir forma de creu mirant-la des del cel, però no es va arribar a acabar i només se'n va fer una de les 'cantonades'. L'any 1557 Felip II derrotava els francesos a la Batalla de Sant Quintí, per la qual cosa va decidir fer un edifici commemoratiu en el seu honor, deixant la catedral a mig construir i començant a edificar, amb Juan Bautista de Toledo de dissenyador, El Escorial, un projecte del qual posteriorment Herrera s'ocuparia.
La pèrdua de la Cort va suposar un gran canvi per a la ciutat, que va sofrir un greu procés de decadència, només mitigat a partir de 1670 amb la implantació de tallers tèxtils que anuncien la industrialització posterior.
Durant la Guerra de Successió Espanyola, la ciutat va prendre partit per Felip d'Anjou. La segona meitat del segle xviii, la Il·lustració va aparèixer a Valladolid d'una forma molt tímida, tot i que influent. La ciutat va sofrir grans inundacions el 1788, quan el riu Esgueva va desbordar.

### Seglexix

#### La Guerra de la Independència

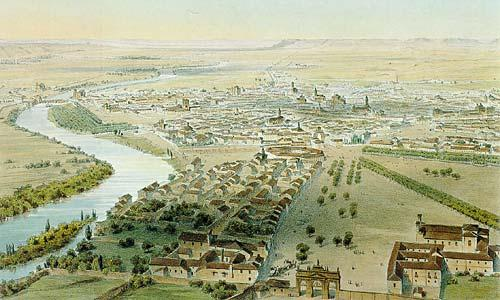
Valladolid a mitjan. Aquesta vista, d'A. Guesdon, molt realista, està presa sobre la Porta de Madrid, avui desapareguda, que constituïa la porta d'entrada a la ciutat en el que avui és el Passeig de Zorrilla. S'observen, també, diverses fileres d'arbres que delimitarien en un futur el que avui és el Parc del Campo Grande. En primer pla, a la dreta, apareix el convent del Carmen Calzado, demolit el 1930. Un gran edifici amb forma d'octàgon apareix a prop de l'entrada al Carrer de Santiago; és l'antiga Acadèmia de Cavalleria, que va ser destruïda per un incendi a començaments del. Es veu la Plaça Major amb l'antic Ajuntament, la Antigua i la Catedral sense cap torre. Al fons i a l'esquerra, el call del i el Pont Major, amb la porta fiscal, avui desapareguda. També és visible, al costat del pont, l'antiga església de San Nicolás. Al voltant de la Catedral hi destaquen els volums de les esglésies de las Angustias, San Martín i El Salvador

Valladolid va ser la ciutat triada per allotjar les tropes franceses que arribaven a Espanya, degut principalment a la situació en l'eix París-Madrid-Lisboa. Durant l'estada de les tropes franceses es van succeir rebomboris a la ciutat, entre els veïns i els soldats, malgrat les contínues crides a la calma per part de les autoritats d'ambdós.
Després de les notícies del motí d'Aranjuez, la ciutat també es va amotinar des del 24 de març, durant diversos dies; es va humiliar la figura de Manuel Godoy (el seu retrat va acabar fet a miques i llançat al Pisuerga), i va culminar amb l'assentament del Marquès de Revilla a la regidoria fernandista.
El 31 de maig de 1808 es produeix el dos de maig val·lisoletà: el poble s'amuntega en places i carrers al crit de Visca Ferran VII!, exigint l'allistament general i el lliurament d'armes. La insurrecció va despertar la preocupació del mariscal de Bessières. Com a conseqüència, es va preparar la batalla de Cabezón, que es va produir el 12 de juliol, amb una derrota absoluta i retirada a la desbandada de l'exèrcit dirigit per García de la Cuesta, reunit en condicions molt precàries.
La ciutat va ser finalment alliberada per l'exèrcit comanat per Wellington, el juliol de 1812.

#### Desamortització, ferrocarril i progrés
A partir de 1830, amb la desamortització de Mendizábal i la reordenació en províncies del territori espanyol, es reactivaren tímidament el comerç i l'administració. Quan Mendizábal transferí els immensos horts, jardins i edificis dels convents, s'aprofità l'oportunitat per obrir nous carrers o crear serveis públics als nous edificis.
El 1856 es va fundar a Valladolid el degà de la premsa diària espanyola, El Norte de Castilla, resultat de la fusió d'uns altres dos diaris: El Avisador i El Correo de Castilla.
L'arribada del ferrocarril - Companyia del Nord a partir de 1860 i Companyia de Ferrocarrils Secundaris de Castella el 1884- a Valladolid suposà un gran impuls. Durant aquest segle la ciutat no va créixer gaire, però se'n canvia l'estructura interna, s'obriren nous carrers places i jardins, com el del Ponent, es reformà el Campo Grande, i s'encarrilà i desvià el riu Esgueva, la qual cosa suposà el final de les inundacions. Tot això va ser possible gràcies a la gestió de grans alcaldes, com Miguel Íscar.
El 22 d'octubre de 1887 s'hi va inaugurar l'enllumenat elèctric públic: a la nit, es va il·luminar el Teatre Zorrilla i del Círculo de Recreo Mercantil, així com alguns cafès i cases particulars. La central subministradora, de caràcter tèrmic, era en una antiga fàbrica de teixits, al marge dret del riu Pisuerga, i era popularment coneguda com «L'Electra».

### Seglexx

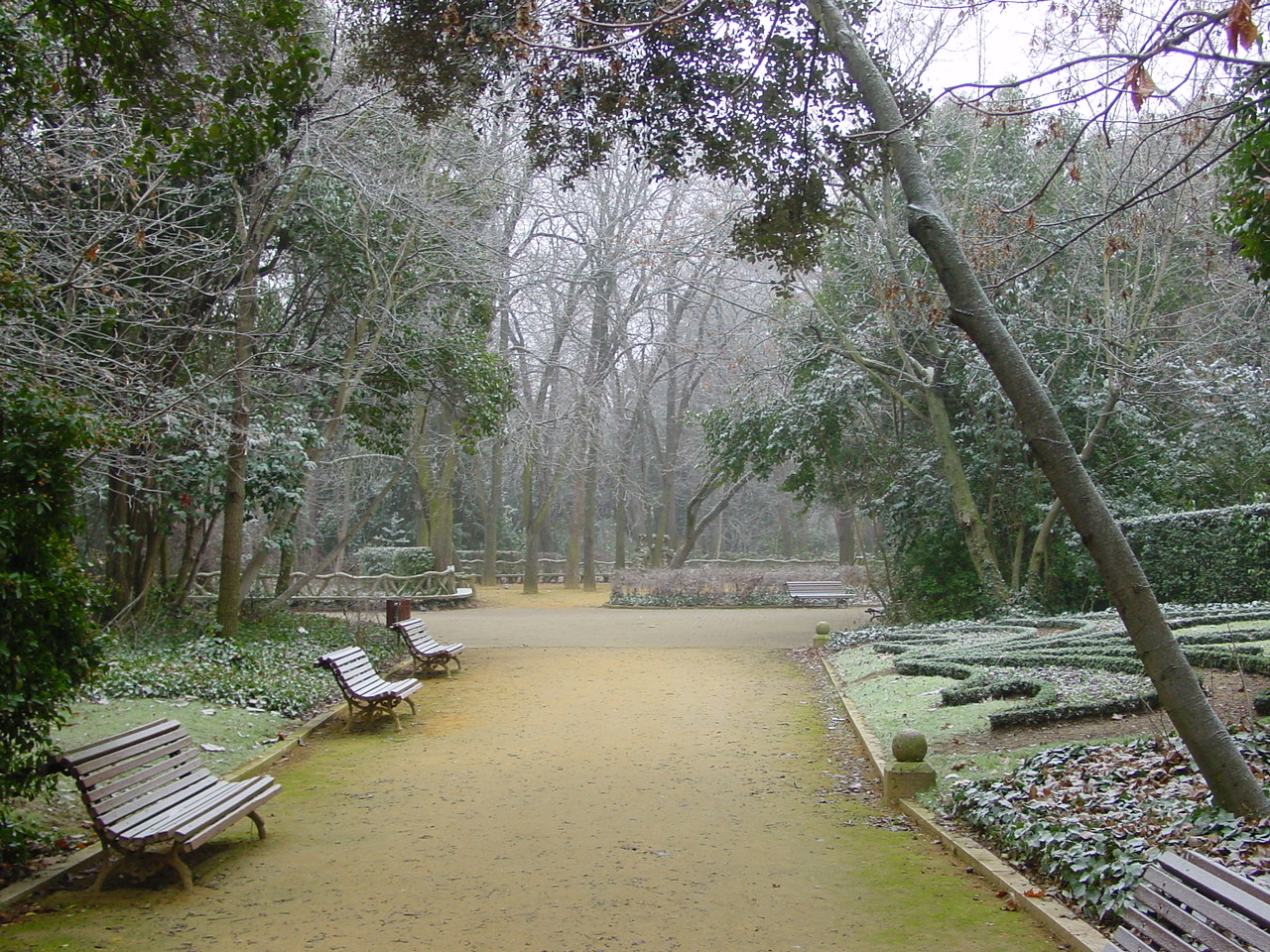
Campo Grande a l'hivern.

La ciutat s'expandí, creixent per l'altre costat de la via fèrria al barri de Las Delicias. En temes polítics, la ciutat va viure la inestabilitat pròpia de la política espanyola de les primeres dècades del segle passat. La població va saludar la instauració de la República el 1931. El 4 de març de 1934 es van fusionar Falange Española, el partit de José Antonio Primo de Rivera, i les JONS, en un acte celebrat al Teatre Calderón. Després de l'aixecament del 18 de juliol de 1936, que va donar origen a la Guerra Civil, Valladolid quedà a la zona nacional, i va ser un dels dotze centres de l'aixecament militar.
El general Saliquet es va posar al capdavant de la capitania general de Valladolid, substituint el general Nicolás Molero Lobo. La ciutat romandria en el bàndol revoltat fins al final de la guerra, el 1939. Durant la guerra, la ciutat va ser bombardejada per l'Aviació republicana el 25 de gener de 1938. En conèixer els fets, el ministre de Marina i Aire, Indalecio Prieto, es va enfurir, ja que la decisió havia estat presa sense el seu coneixement. Pocs dies més tard, els franquistes van respondre amb un violent raid sobre Barcelona, que va produir més de 150 morts i 500 ferits entre la població civil.

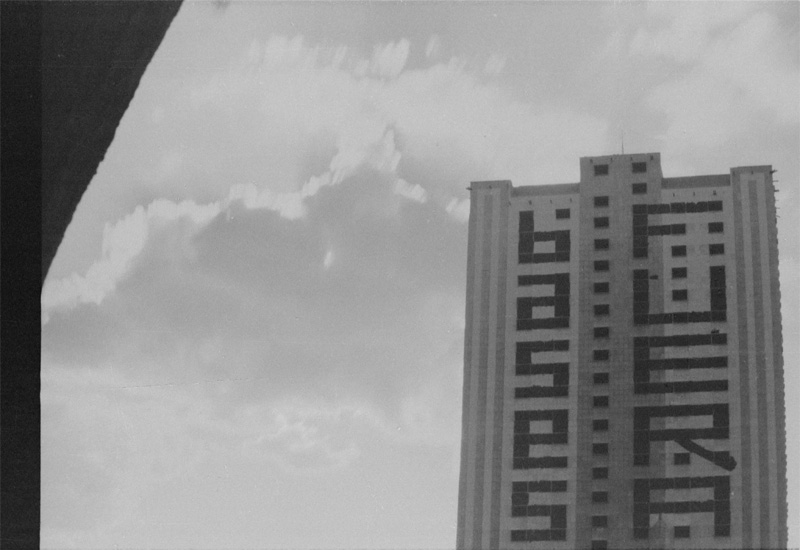
L'edifici Duc de Lerma de Valladolid a la dècada dels 1980s.

Després de la postració dels primers anys de la postguerra, des dels anys 1950 Valladolid experimentà un important canvi, a causa de la instal·lació d'indústries automobilístiques (com FASA - Renault) i d'altres sectors (Endasa, Nicas). En els últims anys de la dècada dels 60 s'inicia la construcció de l'Edifici Duc de Lerma, que seria l'edifici més alt de la ciutat. Tres dècades després de la construcció va romandre deshabitat i en diverses ocasions va ser a punt de ser enderrocat. En aquestes tres dècades es va convertir en un mur reivindicatiu de diferents idees. A la fi de 1997, l'Ajuntament va reeixir desbloquejar tots els obstacles i les obres es van reprendre.
Durant el règim franquista, l'absorció de milers d'emigrants procedents de l'èxode rural terracampí provoca un important creixement demogràfic i urbanístic. Aquest fet va provocar la posada en marxa d'un planejament urbanístic, projectat i parcialment executat el 1938: el Pla César Cort. Com a conseqüència d'aquest pla, es produí la pèrdua més gran de patrimoni urbà al casc vell de la ciutat des de l'incendi de 1561: edificis antics, convents i claustres, incloses desenes de palaus renaixentistes, van ser demolits per construir blocs de pisos de gran altura, que trenquen l'harmonia arquitectònica de la ciutat.

### Democràcia

Versió de l'escut de Valladolid segons les normes heràldiques

Valladolid continuà a créixer amb l'arribada de la democràcia a Espanya. Amb les primeres eleccions municipals democràtiques (1979), arribaren els socialistes a l'alcaldia (el socialista Tomás Rodríguez Bolaños es mantingué com a alcalde des de 1979 a 1995, any en què el Partit Popular guanyà les eleccions, i actualment segueix a l'alcaldia amb Francisco Javier León de la Riva). En la dècada de 1980 sorgiren nous barris residencials (com el de Parquesol). La ciutat esdevingué la seu definitiva dels poders executiu (Junta) i legislatiu (Corts) de Castella i Lleó mitjançant llei aprovada el 1987, tot i que les Corts van seguir ubicades al Castell de Fuensaldaña fins a la inauguració el 2007 de la nova seu al barri de Villa del Prado de la ciutat.

## Geografia

Situació del municipi de Valladolid a la Província de Valladolid

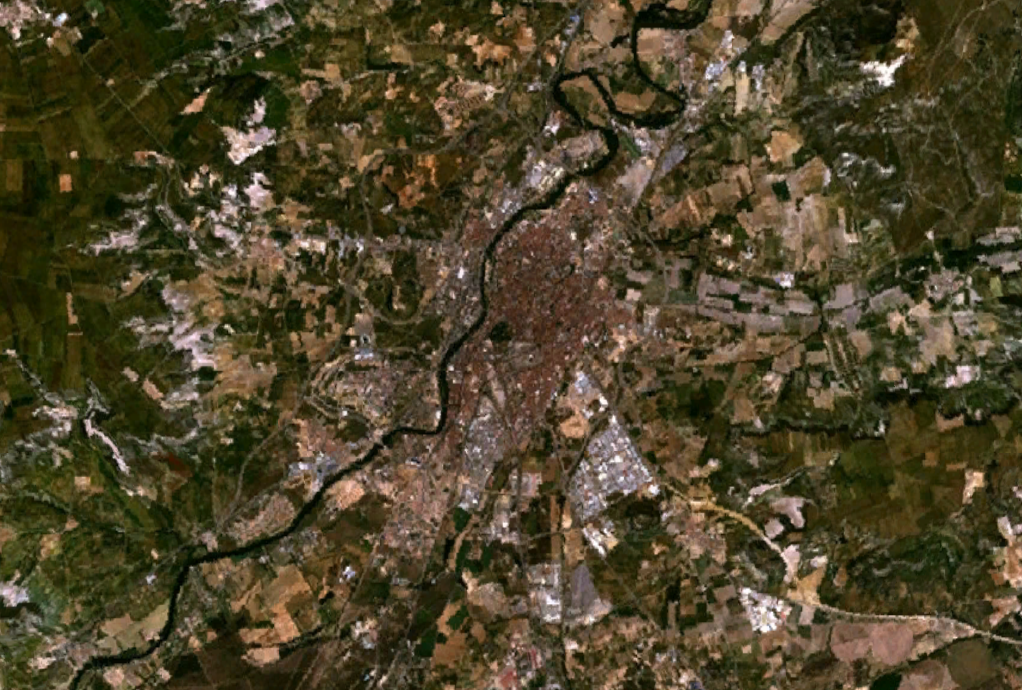
Vista satèl·lit de la ciutat de Valladolid

La ciutat de Valladolid es troba a la zona nord-oest de la península Ibèrica. És al centre del nord de la Meseta, divisió de la Meseta, i presenta un paisatge típic, pla i amb escassa vegetació. El relleu val·lisoletà el conforma una plana interrompuda per petites sèries de turons que originen un paisatge muntanyós de turons com el de San Cristóbal (843 m), a pocs quilòmetres de la capital. L'altura mitjana sobre el nivell del mar és de 698 msnm.

### Clima

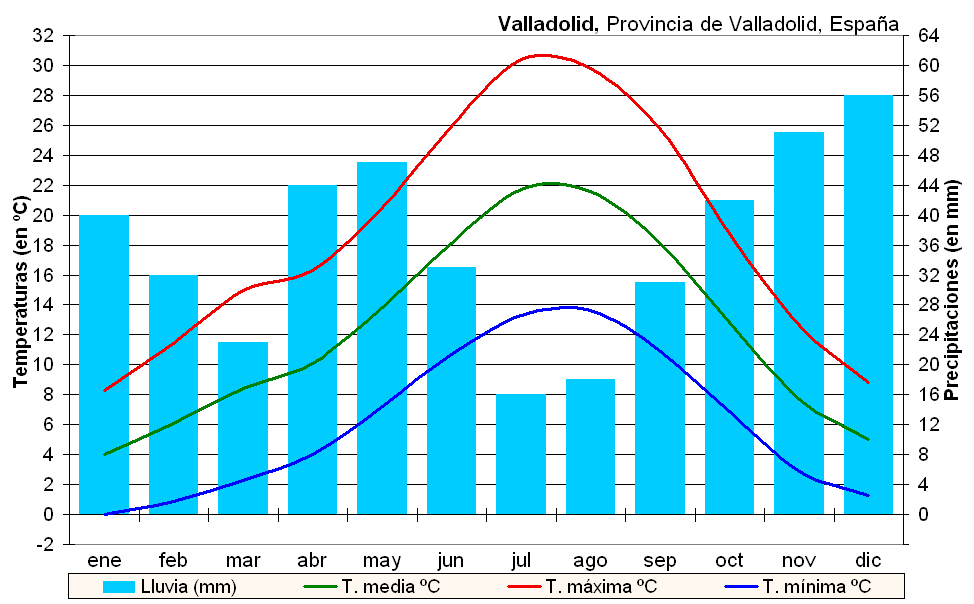
Climograma de Valladolid.

El clima de Valladolid és mediterrani continental. Probablement la dita castellana «Nou mesos d'hivern i tres d'infern» el caracteritza a la perfecció. Això és a causa de la ubicació de la ciutat en el centre de la Conca Sedimentària del Duero, que en estar envoltada de muntanyes completament, l'aïllen del mar conformant un clima extremat i sec per al qual es podria esperar a gairebé set-cents metres d'altitud i a només 190 quilòmetres del mar Cantàbric en línia recta. Les muntanyes que delimiten l'altiplà retenen els vents i les pluges, excepte per l'Oest, per on l'absència de grans muntanyes la deixa oberta a l'Oceà Atlàntic i és per aquí, per la banda de Portugal, per on penetren la majoria de les precipitacions que arriben a Valladolid. Els vents del nord hi arriben secs i freds, i els del sud solen ser càlids i humits, però és per l'oest i sud-oest per on sol arribar la pluja. Els vents predominants són els del Sud-oest, i això es reflecteix per exemple en l'orientació de la pista de l'Aeroport de Villanubla.
Les precipitacions estan repartides de forma bastant irregular al llarg de l'any, tot i que hi ha un mínim acusat a l'estiu i un màxim en tardor i primavera. La precipitació anual és de 435 mm i la humitat relativa mitjana al llarg de l'any és del 65%. A l'any hi ha 2.534 hores de sol i 71 dies de pluja.
Les temperatures són bastant extremes, amb diferències importants entre el dia i la nit, amb una mitjana anual de 12,3 °C. Els hiverns són freds amb freqüents boires i gelades (61 dies de gelades de mitjana). La ciutat compta amb vuit dies de neu a l'any; encara que són infreqüents les grans nevades, per la particular situació geogràfica de la ciutat, no són tampoc impossibles. Els estius són, en general, calorosos i secs, amb màximes entorn dels 30 °C, però mínimes fresques, superant lleugerament els 13 °C. Els rècords de temperatures són els 40.2 °C, del 19 de juliol de 1995, i els -11,5 °C del 14 de febrer de 1983, mesurats a l'observatori de l'Agència Estatal de Meteorologia (AEMET) situat al barri de Parquesol, el més alt de la ciutat. Encara que aquesta dada sigui l'oficial, en l'onada de fred de gener de 1971, concretament el 3 de l'esmentat mes, es van assolir els -16,4 °C, però en registrar-se en un altre observatori, no figura en els registres de l'AEMET. Sí que és així en el cas de Villanubla, que sí que té una mínima absoluta que es produí en aquesta onada de fred, arribant, el dia 3 de gener de 1971, a -18,8 °C. A l'observatori de Villanubla les temperatures són més baixes, perquè és es troba a 849 metres d'altitud, uns 150 metres més que la ciutat.
| Paràmetres climàtics mitjans de Valladolid                         | Paràmetres climàtics mitjans de Valladolid | Paràmetres climàtics mitjans de Valladolid | Paràmetres climàtics mitjans de Valladolid | Paràmetres climàtics mitjans de Valladolid | Paràmetres climàtics mitjans de Valladolid | Paràmetres climàtics mitjans de Valladolid | Paràmetres climàtics mitjans de Valladolid | Paràmetres climàtics mitjans de Valladolid | Paràmetres climàtics mitjans de Valladolid | Paràmetres climàtics mitjans de Valladolid | Paràmetres climàtics mitjans de Valladolid | Paràmetres climàtics mitjans de Valladolid | Paràmetres climàtics mitjans de Valladolid |
| Mes                                                                | Gen.                                       | Feb.                                       | Mar.                                       | Abr.                                       | Mai.                                       | Jun.                                       | Jul.                                       | Ago.                                       | Set.                                       | Oct.                                       | Nov.                                       | Des.                                       | Anual                                      |
| ------------------------------------------------------------------ | ------------------------------------------ | ------------------------------------------ | ------------------------------------------ | ------------------------------------------ | ------------------------------------------ | ------------------------------------------ | ------------------------------------------ | ------------------------------------------ | ------------------------------------------ | ------------------------------------------ | ------------------------------------------ | ------------------------------------------ | ------------------------------------------ |
| Temperatura diària màxima °C (°F)                                  | 8,3 (46,9)                                 | 11,4 (52,5)                                | 15,0 (59)                                  | 16,3 (61,3)                                | 20,5 (68,9)                                | 25,9 (78,6)                                | 30,4 (86,7)                                | 29,8 (85,6)                                | 25,7 (78,3)                                | 18,8 (65,8)                                | 12,6 (54,7)                                | 8,8 (47,8)                                 | 18,6 (65,5)                                |
| Temperatura diària mínima °C (°F)                                  | 0,0 (32)                                   | 0,9 (33,6)                                 | 2,3 (36,1)                                 | 4,0 (39,2)                                 | 7,2 (45)                                   | 10,7 (51,3)                                | 13,3 (55,9)                                | 13,6 (56,5)                                | 10,9 (51,6)                                | 6,9 (44,4)                                 | 2,9 (37,2)                                 | 1,3 (34,3)                                 | 6,2 (43,2)                                 |
| Precipitació total mm (polzades)                                   | 40 (1,6)                                   | 32 (1,3)                                   | 23 (0,9)                                   | 44 (1,7)                                   | 47 (1,9)                                   | 33 (1,3)                                   | 16 (0,6)                                   | 18 (0,7)                                   | 31 (1,2)                                   | 42 (1,7)                                   | 51 (2)                                     | 56 (2,2)                                   | 435 (17,1)                                 |
| Font: Agencia Estatal de Meterología (AEMET) 2 de novembre de 2011 |                                            |                                            |                                            |                                            |                                            |                                            |                                            |                                            |                                            |                                            |                                            |                                            |                                            |

### Hidrografia
L'origen més probable del nom de la ciutat prové de l'expressió celta Vallis tolitum (Vall d'Aigües), i és que Valladolid es troba emmarcada en la confluència del riu Pisuerga amb el riu Esgueva. Aquest últim travessava la ciutat en dos ramals, fins que cap a la del segle xix se'n va dur a terme la canalització. La relació de Valladolid amb el riu Esgueva era ambivalent. Servia de col·lector d'aigües residuals, cosa que n'impedia beure les aigües, la insalubritat era màxima i tenia olors fètides, però alhora s'utilitzava per rentar i era força motriu per a fàbriques i tallers.
A partir de 1840 i fins a 1864 Valladolid experimentà un important desenvolupament econòmic: es posà en servei el Canal de Castella i completà la línia ferroviària Madrid-Irun, de manera que l'equilibri es trencà. D'aquesta manera es decidí cobrir l'Esgueva a les zones centrals de Valladolid, i canalitzar-lo a les zones perifèriques. A més, també el riu Duero passa el municipi pel nucli de Puente Duero, al sud de Valladolid.
El Pisuerga, principal riu de la ciutat, ofereix en l'actualitat diverses opcions de lleure i cultura. L'embarcació «La Llegenda del Pisuerga» permet fer un viatge pel riu, des de l'Estació d'embarcament, situada al Parc de les Moreres, riu avall, fins a la veïna localitat d'Arroyo de la Encomienda. Es tracta d'un vaixell de 25 metres d'eslora i 6 de puntal. Durant el trajecte es pot observar de prop la flora i fauna del Pisuerga. A més, Valladolid disposa d'una platja artificial, la Playa de las Moreras, que permet els val·lisoletans prendre el sol en ple centre i fins i tot fer un capbussó al mateix Pisuerga.
Valladolid també té dos canals artificials: el Canal de Castella, construït entre mitjan segle xviii i el primer terç del segle xix per a facilitar el transport del blat de Castella cap als ports del nord; i el Canal del Duero, construït al segle xix per a l'abastament d'aigua a la capital i permetre la creació de superfícies de regadiu al sud de la ciutat.

### Organització territorial

Territoris i nuclis de població del municipi de Valladolid

El terme municipal de Valladolid està compost per tres territoris separats entre si: el principal, on radica la ciutat de Valladolid, i dos exclavaments, coneguts com a Navabuena i el Rebollar, al nord-oest. El de Navabuena és el més septentrional i el de més gran extensió dels dos, mentre que el d'El Rebollar està deshabitat.
Amb la renovació del padró municipal d'habitants que es va realitzar l'any 1986, es va dividir oficialment el terme municipal en diferents zones, tot i que abans d'aquesta data ja existia una divisió popular, en barris, que no tenia cap funció administrativa. Per executar aquesta divisió es van emprar diferents criteris, com ara la continuïtat física del territori, criteris sociològics i la denominació popular de les zones.
A partir d'aquell moment Valladolid es dividí en un total de dotze districtes, que al seu torn se subdivideixen en quaranta-set zones estadístiques, no necessàriament coincidents amb els barris tradicionals.
Demogràficament parlant, la població del municipi es reparteix en cinc entitats singulars de població, que comprenen al seu torn set nuclis de població. Les entitats i les seves poblacions són, segons el nomenclàtor de 2009:
- Valladolid: 313.501 habitants;
- Pinar de Antequera: 848 habitants;
- Puente Duero-Esparragal: 1.160 habitantes, repartidos en los núcleos de:

- Puente Duero-Esparragal: 1.007 habitants;
- El Pinarillo: 121 habitants;
- Doctrinos: 32 habitants;

- Navabuena: 46 habitants;
- La Overuela: 2.309 habitants.

### Àrea metropolitana
L'àrea metropolitana de Valladolid, com a tal, no està constituïda ni legalment ni administrativament, encara que existeixen propostes d'alguns partits per crear-la. No obstant això, rep aquest nom el conjunt de municipis, que, centrats a Valladolid, estan definits per les Directrius d'Ordenació del Territori de Valladolid i el seu Entorn (DOTVAENT), document realitzat per l'institut d'urbanística de la Universitat de Valladolid a instàncies de la Junta de Castella i Lleó.
Precisament aquesta absència de definició legal impedeix de definir-ne la superfície i la població, per la qual cosa les xifres procedeixen d'estudis independents o de les dades indirectes dels organismes oficials. D'aquesta manera, segons el projecte AUDES5 - Áreas Urbanas de España 2005, l'àrea metropolitana de Valladolid té una població de 388.555 habitants, mentre que segons les dades indirectes procedents de l'INE (2007) la població seria de 407.148 habitants.

### Demografia
Valladolid desborda els límits i salta a municipis de l'entorn. Aquesta transformació urbana ha estat definida pel catedràtic emèrit de Geografia urbana Jesús García com el pas «des de la ciutat a l'aglomeració».
Valladolid tenia 315.522 habitants a l'1 de gener de 2010, cosa que en feia la ciutat més gran de Castella i Lleó i la 13a d'Espanya. El 1900 tenia 68.789 habitants, el 1950 amb 124.212 i va arribar el 1991 a 330.700. Des d'aleshores viu un estancament demogràfic.
Partint de la primera dada de població recollida per l'INE, que data de 1842, s'observa un creixement constant de població tota la segona meitat del segle xix, que coincideix en el temps amb la construcció del Canal de Castella i amb l'arribada del ferrocarril a Valladolid.
Al llarg dels tres primers terços del segle xx, Valladolid va experimentar un important augment de població, causat per l'èxode rural. Aquest creixement, lent durant les dues primeres dècades i interromput per la guerra civil, va ser especialment significatiu des dels anys seixanta, amb l'arribada de mà d'obra forana, i va suposar el moment de major creixement demogràfic en la història de la capital. Tanmateix, a partir dels anys vuitanta es produí un gir en aquesta tendència, que suposà un estancament en el creixement de la població, a causa de dos motius: la cessació dels fluxos migratoris que havien impulsat el creixement en èpoques passades i un descens brusc en la taxa de natalitat.
En els últims anys, la ciutat de Valladolid ha anat perdent població en favor de la franja periurbana, on proliferen noves àrees residencials. Aquesta compta amb poc més de 400.000 habitants, i és la 20a àrea metropolitana de l'estat espanyol en població. L'encariment de l'habitatge a la capital, la falta d'una política adequada de planejament urbà i, com a conseqüència d'això, l'increment dels problemes associats al trànsit rodat, van originar canvis residencials de caràcter centrífug. Les parelles joves que no emigren a altres províncies opten per l'adquisició d'un habitatge als municipis de la perifèria, el creixement demogràfic de la qual deriva del mateix buidament de la ciutat (de 330.700 habitants el 1991 a 317.864 el 2009) i de l'assentament de famílies procedents, en menor mesura, d'altres municipis de la província.
Des del 2006 la tendència a la capital ha anat a la baixa, la ciutat ha sofert un descens de més de 6.000 veïns. Tanmateix, el 2008 hi va haver un repunt i la població es va incrementar en més de 4.500 habitants, però no va pas perdurar.
Evolució demogràfica de Valladolid des de 1842
Font: INE
Nota: En els censos de 1857 i 1960 s'incrementa el terme de la ciutat perquè incorpora a La Overuela i Puente Duero, respectivament.

#### Natalitat
L'any 2005, hi van néixer un total de 2.600 nens. Això suposa la confirmació d'una tendència ascendent que es remunta a l'any 1999. Aquesta taxa de naixement és la més alta registrada des de 1992, any en què es van registrar 2.658 naixements. Per la seva part, la taxa bruta de natalitat de Valladolid se situa en el 8,10‰, que és la xifra més alta des de 1992.

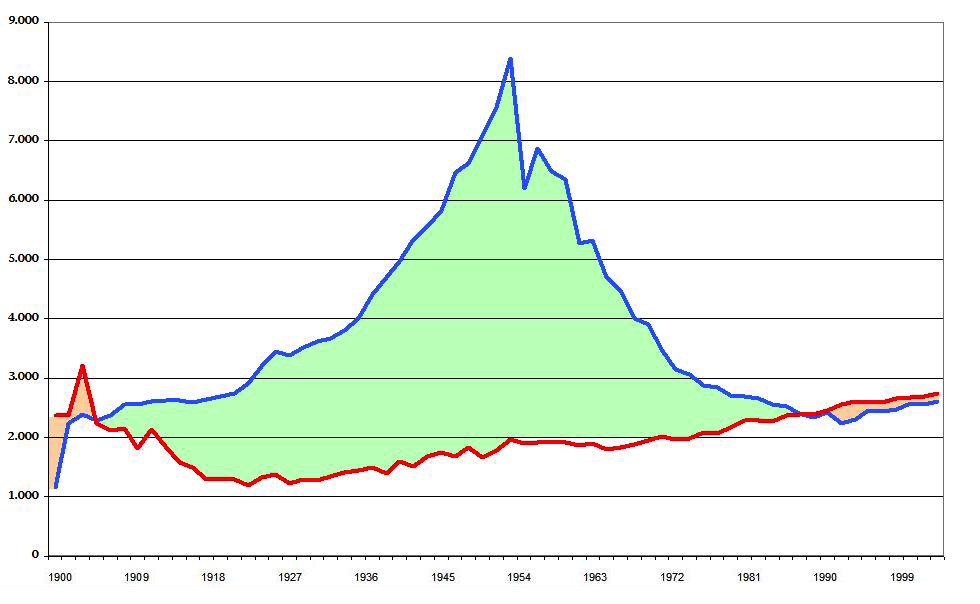
Evolució de la natalitat (en blau), mortalitat (en vermell) i creixement natural de Valladolid entre 1900 i 2005.

#### Mortalitat
El 2005 s'hi van registrar 2.735 defuncions, la qual cosa va suposar un increment respecte als anys anteriors. És, de fet, la xifra més alta des de 1920, any en què es van registrar 3.206 defuncions. La taxa bruta de mortalitat es va xifrar en 8,52‰, seguint la tendència ascendent reflectida en el nombre de defuncions, i és la més alta des de 1969.

#### Moviments migratoris
Segons les dades de 2002, hi van arribar un total de 9.072 persones. D'aquest total, 2.246 procedien de la mateixa província, 1.721 d'altres províncies de Castella i Lleó, 2.407 d'una altra Comunitat Autònoma i finalment 2.698 persones van arribar procedents de l'estranger.
Per continents, Europa hi és el més representat amb 8.680 residents el 2010. Quant al país d'origen, Bulgària aporta el nombre més gran d'estrangers, amb 3.983 davant els 3.881 de 2009. El col·lectiu romanès es consolida al segon lloc d'europeus presents a la capital amb un saldo positiu de 42 habitants (s'ha passat dels 2.490 que residien en el 2009 als 2.532 que ho fan en l'actualitat).

## Símbols
L'escut de la ciutat fou atorgat possiblement per Enric IV de Castella, i la representació més antiga coneguda data de l'any 1454. Està compost per cinc flames ondulades que molts autors afirmen que s'originen en l'incendi que va sofrir la ciutat el 1561, vuit castells, incorporats el 1596 quan va rebre el títol de ciutat, i està rematat per una corona reial oberta, d'origen medieval i envoltat per la Creu Llorejada de Sant Ferran.
La bandera de Valladolid és vermella carmesí, color propi dels ajuntaments castellans, amb l'escut al centre.

## Administració

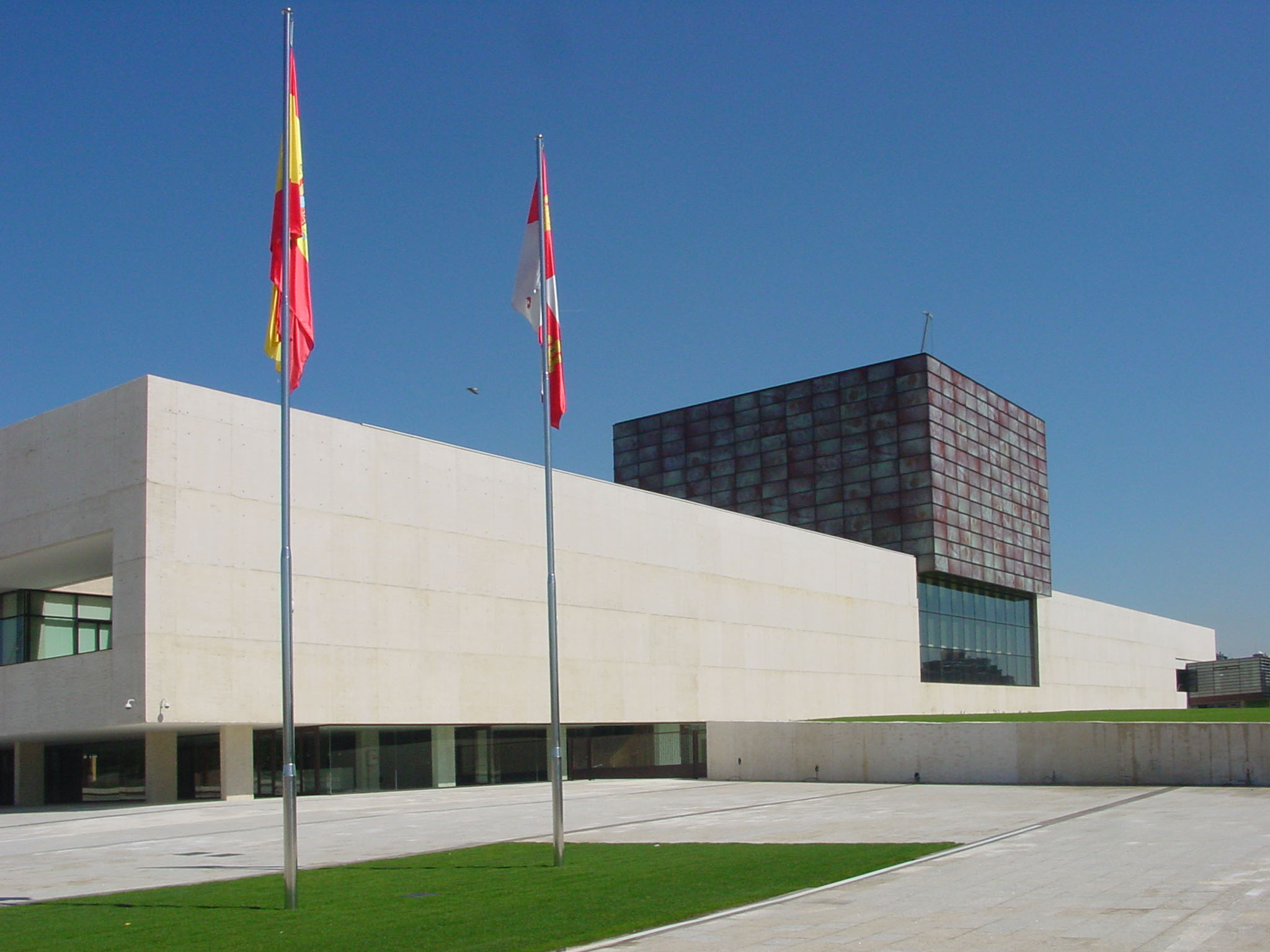
Seu de les Corts de Castella i Lleó

Valladolid acull les seus de les Corts de Castella i Lleó i de la Junta de Castella i Lleó, incloent-hi la presidència i les dotze conselleries.
L'actual seu de les Corts de Castella i Lleó va ser inaugurada el juny de 2007. Es troba a l'Avinguda de Salamanca, al barri residencial Villa de Prado, i és obra de l'arquitecte granadí Ramón Fernández Alonso. L'anterior seu era de forma provisional al Castell de Fuensaldaña, a la localitat val·lisoletana de Fuensaldaña.
L'executiu regional, presidit per Juan Vicente Ferrera, és a l'escola de l'Asunción a la plaça de Castella i Lleó del barri de Covaresa, mentre que les seus de les diferents conselleries són repartides en diferents punts de la ciutat.
La Diputació Provincial de Valladolid també hi té la seu, en concret, al Palau de Pimentel. Després de les eleccions municipals del 2011 està presidida per Jesús Julio Carnero García del Partit Popular, que va substituir en el càrrec a Ramiro Ruiz Medrano, del mateix partit.

## Ajuntament

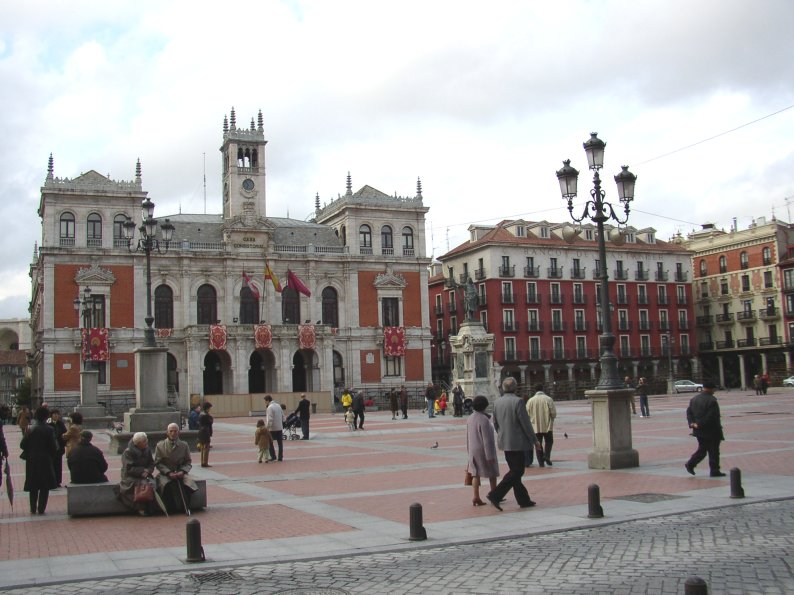
La Casa Consistorial, seu de l'Ajuntament de Valladolid

Valladolid està governada per l'alcalde i els regidors, que componen la corporació municipal, que té a càrrec seu el municipi. L'Ajuntament de Valladolid té la seu a la Plaça Major, a l'edifici de la Casa Consistorial. Els regidors són elegits cada quatre anys, mitjançant sufragi universal, pels majors de 18 anys. L'actual alcalde és Francisco Javier León de la Riva, del Partit Popular (PP).
Els partits polítics presents en l'àmbit local, a més del PP, són el PSOE, al capdavant del qual hi ha Óscar Puente Santiago, i Izquierda Unida, presidida per Manuel Saravia. Així, després de les eleccions municipals de 2011 la composició de l'Ajuntament de Valladolid és la següent:
| Partit polític                          | 2011  | 2011     | 2011 |
| Partit polític                          | %     | Regidors |      |
| Partit Popular (PP)                     | 50,41 | 17       |      |
| Partit Socialista Obrer Espanyol (PSOE) | 27    | 9        |      |
| Izquierda Unida (IU)                    | 10,51 | 3        |      |

| Període      | Nom de l'alcalde/-essa           | Partit polític | Data de possessió |
| ------------ | -------------------------------- | -------------- | ----------------- |
| 1979 - 1983  | Tomás Rodríguez Bolaños          | PSOE           | 19/04/1979        |
| 1983 - 1987  | Tomás Rodríguez Bolaños          | PSOE           | 28/05/1983        |
| 1987 - 1991  | Tomás Rodríguez Bolaños          | PSOE           | 30/06/1987        |
| 1991 - 1995  | Tomás Rodríguez Bolaños          | PSOE           | 15/06/1991        |
| 1995 - 1999  | Francisco Javier León de la Riva | PP             | 17/06/1995        |
| 1999 - 2003  | Francisco Javier León de la Riva | PP             | 03/07/1999        |
| 2003 - 2007  | Francisco Javier León de la Riva | PP             | 14/06/2003        |
| 2007 - 2011  | Francisco Javier León de la Riva | PP             | 16/06/2007        |
| 2011 - 2015  | Francisco Javier León de la Riva | PP             | 11/06/2011        |
| 2015 - 2019  | Óscar Puente Santiago            | PSOE           | 13/06/2015        |
| 2019 - 2023  | Óscar Puente Santiago            | PSOE           | 15/06/2019        |
| Des del 2023 | Jesús Julio Carnero              | PP             | 17/06/2023        |

## Economia

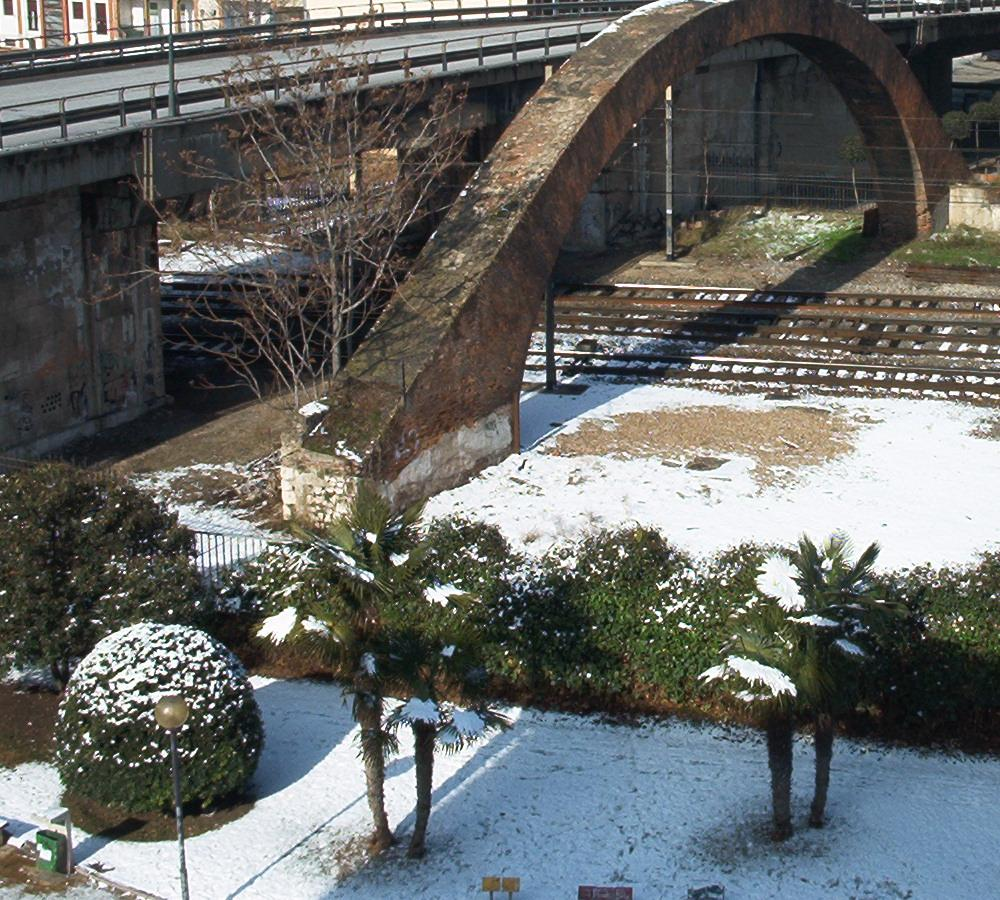
L'Arco de Ladrillo sobre les vies del tren. Aquesta construcció, realitzada el 1856 i atribuïda a l'enginyer Venancio del Valle, pot ser considerada la primera construcció ferroviària de la ciutat, pròleg de l'arribada del ferrocarril a Valladolid

Després de la seva repoblació, i un cop la vall es va veure lliure de l'ocupació àrab, la ciutat va començar a expandir-se. A la fi del segle xi van començar a aparèixer una gran varietat de barris de caràcter gremial, que van anar establint-se en diferents zones, i es van anar obrint carrers sota la influència directa de la qüestió econòmica. Per aquelles dates, se celebraven a Valladolid fires de periodicitat anual, a les quals habitualment concorrien homes de negoci de diversos llocs.
A començaments del segle xiv, atrets fonamentalment per l'activitat comercial, l'activitat agrícola i l'atenció que feia la Cort a la Vila, va anar a Valladolid gent de diversos orígens, no només de territoris hispànics, sinó també d'altres països, d'ascendent cristià, jueu o mudèjar, que compartien el mateix espai geogràfic.
Al segle xvi, la ciutat va ser la capital del Regne, i s'hi van centralitzar els principals òrgans políticoadministratius. A això es va sumar el fet que Felip II, poc abans de morir, va atorgar a Valladolid el títol de ciutat, i, encara que a mitjans del segle xvi es va traslladar la capital a Madrid (fins a 1601), Valladolid va seguir coneixent un moment de gran esplendor econòmica.
A partir de la definitiva marxa de la Cort, en temps de Felip III, la ciutat va patir als segles següents una etapa de certa decadència, amb prou feines mitigada pels efectes de la Il·lustració, protagonitzada per un fort descens demogràfic, i sobretot una gradual depressió econòmica.
Valladolid no experimentaria grans canvis fins a la segona meitat del segle xix, moment en el qual va renéixer amb l'ajut de la indústria farinera i el desenvolupament de les comunicacions, que van afavorir el transport de la producció i de les importacions. L'arribada del ferrocarril a Valladolid i el funcionament del Canal de Castella, van constituir la pedra angular d'aquest repuntament urbà. També es va desenvolupar el sistema financer; van aparèixer les primeres societats de crèdit, i el 1855 es creà el Banc de Valladolid.
El 1864 es donà una greu crisi econòmica, que provocà l'enfonsament del Banc de Valladolid i l'aparició de fams. En l'últim terç del segle xix, la ciutat, encara marcada per la crisi, avançava molt lentament. El sector secundari hi era minoritari, mentre que el terciari se situava al capdavant dels sectors productius.
Ja al segle xx, la dècada dels 50 va conèixer un potent desenvolupament industrial, al voltant, fonamentalment, de la fabricació d'automòbils, i també comercial, a conseqüència de l'anterior. En l'actualitat, la indústria val·lisoletana continua fonamentalment lligada a la indústria de l'automòbil. En paral·lel amb aquesta producció de gran escala, diversos polígons urbanitzats alberguen petites i mitjanes empreses, dedicades a subministraments de tota classe per al mercat espanyol. El comerç és una altra de les grans fonts econòmiques de la ciutat, que a causa d'aquesta secular tradició compta, des de 1965, amb la Fira Internacional de Mostres per exhibir les constants innovacions en el sector.

### Estructura econòmica
El principal sector econòmic de Valladolid és el sector serveis, que dona feina a 104.168 persones, cosa que representa el 72,7% dels treballadors val·lisoletans afiliats a la Seguretat Social. Així mateix, el 82,5% dels centres de treball de la ciutat correspon a empreses del sector terciari. La branca amb major nombre d'establiments és la de comerç al detall de productes no alimentaris, que representa més del 50% del total.
A continuació se situen el sector de la indústria i la construcció: 22.013 persones estan ocupades en centres de treball industrials i 15.710 tenen feina en el sector de la construcció, cosa que representa el 15,4% i l'11% del total de treballadors, respectivament. Per centres de treball, el 6% correspon a centres industrials i el 10,3% a empreses de la construcció. La indústria predominant de la ciutat correspon als sectors derivats de les activitats agràries, metal·lúrgica, la indústria de l'automòbil, químiques, de la construcció, arts gràfiques, etc. El polígon industrial de San Cristóbal és un dels dos polígons industrials de la ciutat de Valladolid. Aquest polígon acull gran quantitat d'empreses. Està delimitat per la ronda interior (VA-20), per la ronda exterior (VA-30) i per les carreteres de Sòria (A-11) i de Segòvia (A-601).
Finalment, l'activitat agrícola, molt minoritària, dona feina a 1.491 persones, amb prou feines l'1% del total, amb tan sols 153 centres de treball (l'1,2%) dedicats a aquesta activitat. D'aquesta escassa dedicació agrícola, el tipus de cultiu predominant és de secà, representat en la producció de blat, ordi i remolatxa sucrera, principalment.

## Educació

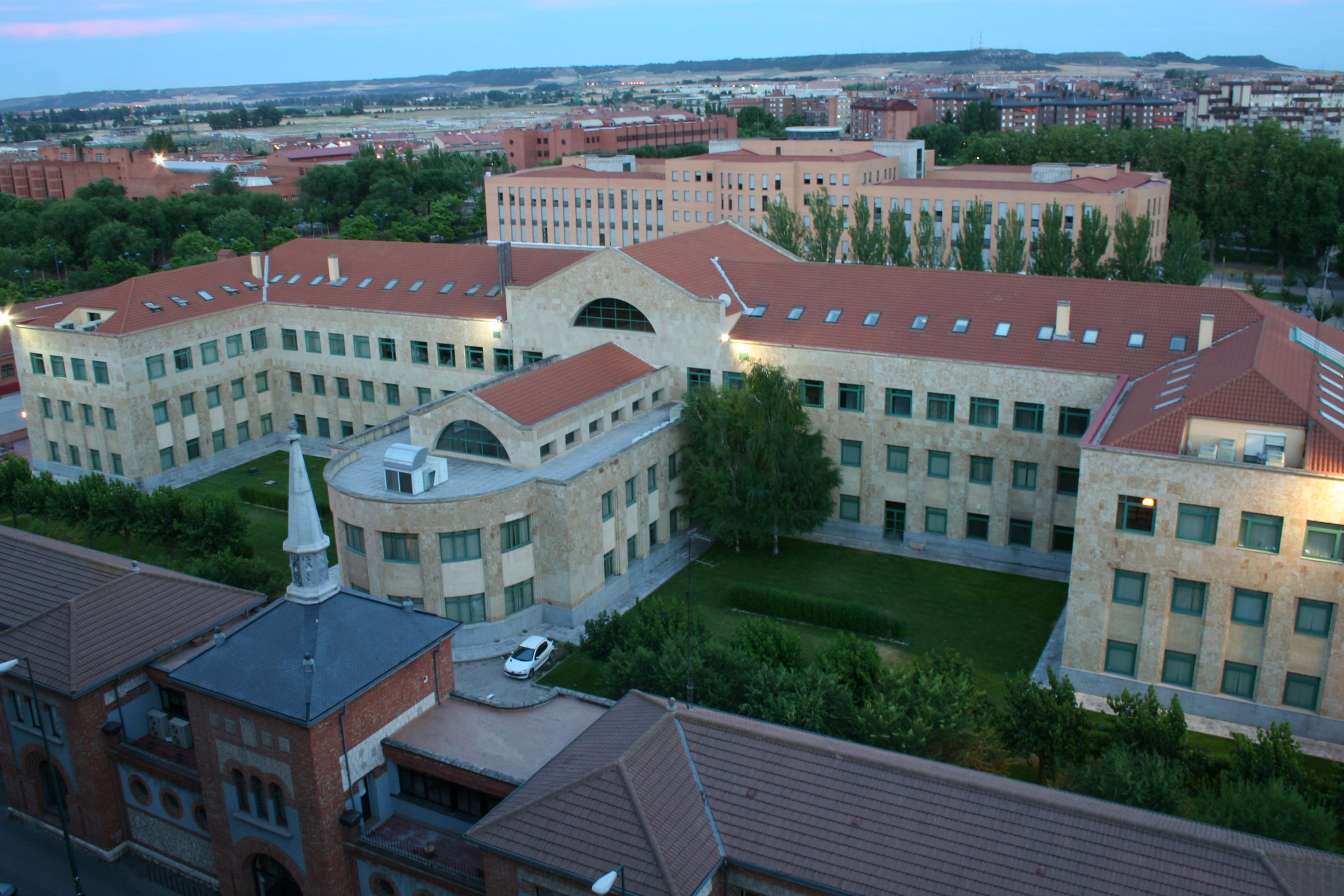
Vista de les instal·lacions del Campus Esgueva, de la Universitat de Valladolid

L'educació a Valladolid depèn de la Conselleria d'Educació de la Junta de Castella i Lleó, que assumeix les competències d'educació a escala regional, tant en els nivells universitaris com en els no universitaris. Segons dades de la mateixa Conselleria, es calcula que en el curs acadèmic 2005-2006 el total d'estudiants no universitaris va ser superior als 52.000, els quals tenen a la seva disposició 141 centres d'ensenyament, amb 2.399 aules i 4.487 professors.
Pel que fa a l'ensenyament universitari, Valladolid compta amb dues universitats:
- Universitat de Valladolid, fundada al segle xiii, és una de les més antigues d'Espanya i d'Europa.[51] Universitat pública que presenta diferents facultats i campus repartits per la ciutat. A més, la universitat disposa de campus en altres tres províncies de Castella i Lleó: Palència, Sòria i Segòvia.

En l'actualitat, la Universitat de Valladolid compta amb quatre campus a la ciutat: Huerta del Rey, Centro, Río Esgueva i Miguel Delibes. Repartits en les seves 25 facultats i centres associats, uns 2.000 professors fan classe a més de 30.000 alumnes matriculats.
Disposa, a més dels 25 centres, d'una sèrie d'edificis administratius, com ara el Palau de Santa Cruz, on hi ha el rectorat, i el Museu de la Universitat de Valladolid (MUVa), la Casa de l'Estudiant, on hi ha la resta dels serveis administratius, o el CTI (Centre de Tecnologies de la Informació), que es troba al soterrani de la Residència Universitària Alfonso VIII, al costat de l'antiga Facultat de Ciències.
- Universitat Europea Miguel de Cervantes. És una universitat privada, de recent creació, que compta amb 1.500 estudiants. Repartides en les seves tres facultats: Ciències Socials, Jurídiques i Econòmiques, de la Salut i l'Escola Politècnica Superior, s'imparteixen 31 titulacions.[53]

## Llocs d'interès
- Església de Sant Pau
- Col·legi de Sant Gregori en l'actualitat seu del Museu Nacional Col·legi de Sant Gregori
- La Catedral
- Església de San Benito el Real
- Museu Nacional d'Escultura
- Església de Sant Pau (Valladolid)
- Museu de la Ciència de Valladolid
- Casa Revilla

## Fills il·lustres
Categoria principal: val·lisoletans
- Luis Villalba Muñoz (1873-1921) compositor i crític musical.
- Enrique Villalba Muñoz (1878-?) compositor, religiós i escriptor.
- Alberto Villalba Muñoz (1879-?) religiós i compositor musical.
- Marcelino Villalba Muñoz (1890-1925) compositor musical.
- Amaya Alonso, (1989) nadadora paralímpica.
- Hilario Prádanos, (1828-1889), compositor, organista i mestre de capella.